# Lijst van burgemeesters van Terschelling
Dit is een lijst van burgemeesters van de Nederlandse gemeente Terschelling in de provincie Friesland. Tussen 1814 en september 1942 hoorde het eiland bij Noord-Holland.
| Ambtsperiode | Naam burgemeester                     | Partij of stroming | Bijzonderheden                                               |
| ------------ | ------------------------------------- | ------------------ | ------------------------------------------------------------ |
| 1813 - 1837  | Pierre Eschauzier                     |                    |                                                              |
| 1837 - 1859  | Alexander Swaan                       |                    |                                                              |
| 1860 - 1876  | Alexander Bastiaan Mentz              |                    |                                                              |
| 1876 - 1906  | Dirk Reedeker                         |                    |                                                              |
| 1906 - 1913  | F. de Wit                             |                    |                                                              |
| 1913 - 1927  | Isaac Johannis Martinus van Heusden   |                    |                                                              |
| 1927 - 1930  | F.Chr.H. Hirschmann                   | LSP                |                                                              |
| 1930 - 1931  | Douwe Hendrik Doeksen                 |                    |                                                              |
| 1931 - 1941  | J.A.H. Rijnders                       |                    |                                                              |
| 1942 - 1945  | Johannes Bakker                       | NSB                |                                                              |
| 1945         | Simon Perdok                          | NSB                |                                                              |
| 1945 - 1950  | Jac de Vos                            |                    | tot maart 1946 waarnemend                                    |
| 1950 - 1955  | Hendrik (H.) Wielinga                 | PvdA               |                                                              |
| 1955 - 1969  | Jan Okkinga                           | PvdA               |                                                              |
| 1969 - 1975  | Louw Jan Hoogland                     | PvdA               |                                                              |
| 1976 - 1982  | Johannes Herman Jacob van Blommestein | VVD                |                                                              |
| 1983 - 1988  | Eduard Haaksman                       | VVD                | werd burgemeester van Delfzijl                               |
| 1988 - 2002  | Cootje (J.T.) van Beukering-Dijk      | VVD                |                                                              |
| 2002 - 2013  | Jurrit (J.M.) Visser                  | PvdA               |                                                              |
| 2013 - 2015  | Rob (J.H.) Bats                       | VVD                | waarnemend burgemeester, oud burgemeester van Haren          |
| 2015 - 2020  | Bert (J.B.) Wassink                   | GL                 | was wethouder van Aa en Hunze, werd wethouder van Leeuwarden |
| 2020         | Jon (J.H.M.) Hermans-Vloedbeld        | VVD                | waarnemend                                                   |
| 2020 - 2024  | Caroline (C.M.) van de Pol            | VVD                | [ 6 ]                                                        |
| 2024 - heden | Roel (R.S.) Cazemier                  | VVD                | waarnemend                                                   |